# 沸水镇
沸水镇，是中华人民共和国四川省绵阳市安州区已撤销的行政建制镇。
2019年12月，撤销沸水镇，将其所属行政区域划归雎水镇管辖。

## 行政区划
沸水镇撤销前下辖以下地区：
白驹泉社区、胜利村、天佛村、水晶村、大同村、沸泉村、新华村、三合村、桥木村、红星村和枫香村。